# Samuel Ephraim Meyer
Samuel Ephraim Meyer (geb. 2. März 1819 in Hannover; gest. 6. Juli 1882 ebenda) war ein deutscher Rabbiner.

## Leben

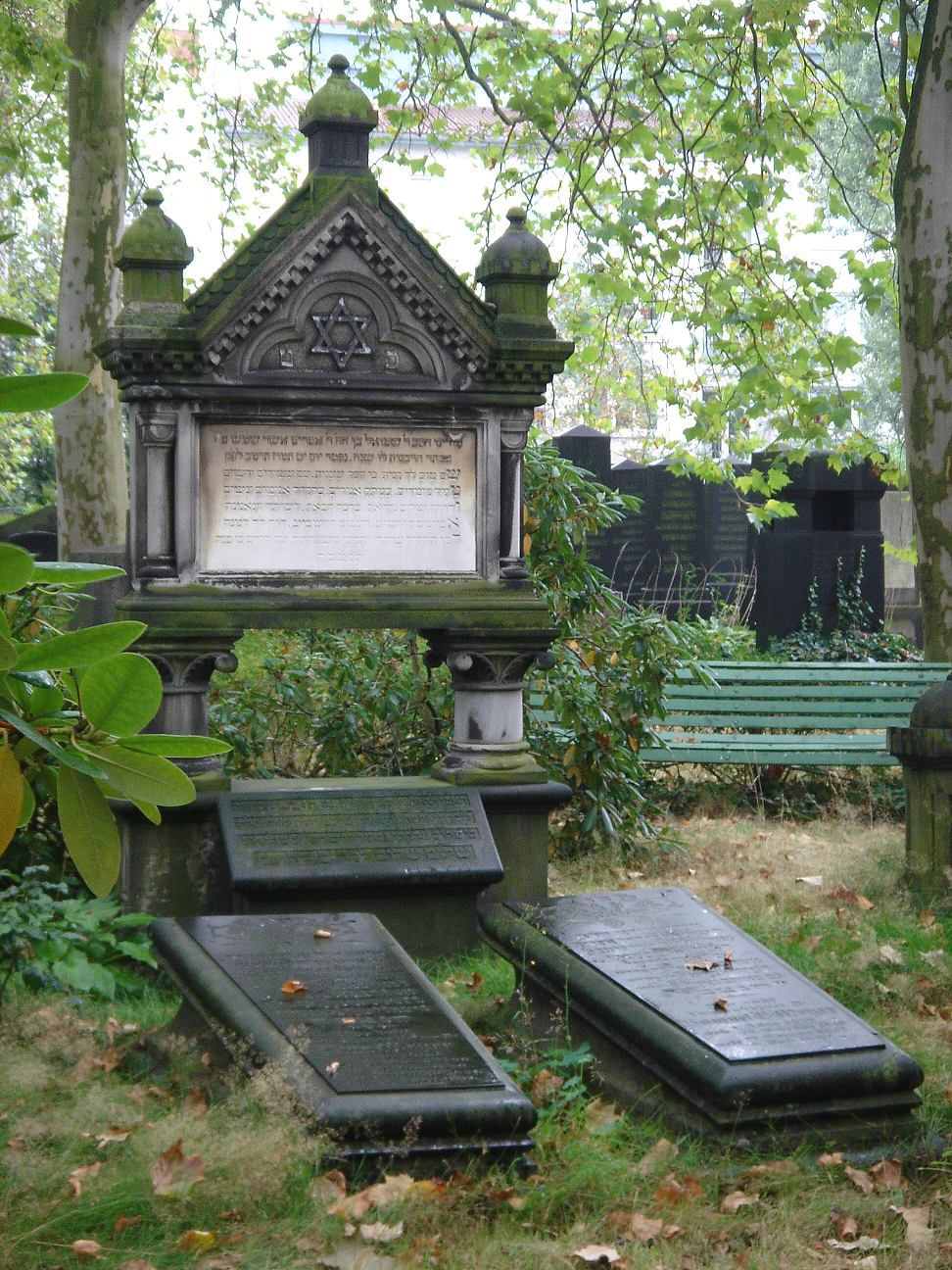
Zentrales Ehrengrab mit Gedenkstein der Synagogengemeinde für den Landrabbiner Meyer und seine Ehefrau durch die Firma W. A. Bleckert auf dem Jüdischen Friedhof An der Strangriede;
hier vor der Grabpflege im Jahr 2005

Samuel Ephraim war der Sohn des Bankiers und Gemeindevorstehers Ephraim Meyer, Enkel des Rabbiners Samuel Levi (Gelnhausen) und Bruder von Louis Ephraim Meyer.
Nach dem Studium des Talmuds in Hannover und Frankfurt wurde er von Nathan Adler ordiniert. Meyer studierte vom 29. April 1839 bis zum Sommersemester 1841 Philosophie an der Universität Bonn und wurde dort promoviert.
1845 wurde Meyer zum hannoverschen Landrabbiner gewählt und war zugleich Ortsrabbiner von Hannover. Die von seinem Vorgänger Nathan Marcus Adler (1803–1890) eingeführten Reformen der jüdischen Gemeinden nebst ihren Einrichtungen führte Meyer fort. Er war Anhänger des konservativen Rabbiners Zacharias Frankel.
Unter Meyers Leitung wurde
- 1847 das jüdische Lehrerseminar gegründet („Bildungsanstalt für jüdische Lehrer“),
- 1854 eine Schulordnung für jüdische Schulen und
- 1860 die Allgemeine Synagogenordnung eingeführt,
- 1864 der Jüdische Friedhof an der Strangriede angelegt und
- 1870 die Neue Synagoge errichtet.

Nachdrücklich setzte sich Meyer für die rechtliche Gleichstellung der Juden im Königreich Hannover ein. Er engagierte sich über die hannoversche Gemeinde hinaus für die Einheit des Judentums gemäß dem Wahlspruch: „Frieden, Frieden dem Fernen wie dem Nahen.“
Bis 1862 wohnte und amtierte er im Dachenhausenpalais in der Calenberger Neustadt.
Nach der preußischen Annexion 1866 setzte er sich erfolgreich für die Beibehaltung des Systems der Landesrabbinate ein. Nach seiner Entscheidung im „Fall Thorner“, in welchem es um die Frage des synagogenrechtlichen Status von Kindern aus Mischehen ging, wurde er angewiesen, kein kirchenrechtliches Amt mehr zu bekleiden.
Er war verheiratet mit Lina (geborene Sießkind) und hatte mit dieser fünfzehn Kinder.
Samuel Ephraim Meyer ist auf dem, von ihm angelegten, jüdischen Friedhof An der Strangriede bestattet. Sein Grab ist heute das älteste Ehrengrab des Friedhofs.